# Џељаљ Свечља
Џељаљ Свечља (алб. Xhelal Sveçla; Приштина, 21. април 1970) албански је стоматолог и политичар са Косова и Метохије. Тренутни је министар унутрашњих послова Републике Косово. Претходно је био народни посланик Скупштине Републике Косово, а потом заменик министра спољних послова, те вршилац дужности. Такође је био члан терористичке Ослободилачке војске Косова (ОВК).

## Биографија
Рођен је 21. априла 1970. године у Приштини, у тадашњој Социјалистичкој Републици Србији, у албанској породици. Студије је започео 1990. године на Универзитету у Приштини, али је касније прешао на Универзитет у Тирани, где је стекао диплому. Као студентски лидер, 1990-их је био међу организаторима протеста против снага безбедности Савезне Републике Југославије, као и извршни службеник у Независној студентској унији Универзитета у Приштини. Године 1998. придружио се терористичкој организацији Ослободилачка војска Косова (ОВК). По доласку снага ЕУЛЕКС, био је један од људи који су подметнули бомбу на возило ЕУЛЕКС-а.